# Nationalliga 1971-1972
L'edizione 1971-72 della Nationalliga (A) vide la vittoria finale del FC Wacker Innsbruck.
Capocannoniere del torneo fu Alfred Riedl del Austria Vienna con 16 reti.

## Classifica finale
|    | Classifica            | G  | V  | N  | P  | GF | GS | Pt |
| -- | --------------------- | -- | -- | -- | -- | -- | -- | -- |
| 1  | FC Wacker Innsbruck   | 28 | 15 | 9  | 4  | 49 | 20 | 39 |
| 2  | Austria Vienna        | 28 | 17 | 4  | 7  | 49 | 34 | 38 |
| 3  | VOEST Linz            | 28 | 15 | 5  | 8  | 52 | 26 | 35 |
| 4  | SV Austria Salisburgo | 28 | 12 | 11 | 5  | 47 | 29 | 35 |
| 5  | Rapid Vienna          | 28 | 12 | 9  | 7  | 39 | 23 | 33 |
| 6  | Donawitzer SV Alpine  | 28 | 10 | 10 | 8  | 31 | 28 | 30 |
| 7  | Sturm Graz            | 28 | 13 | 4  | 11 | 37 | 39 | 30 |
| 8  | Grazer AK             | 28 | 9  | 10 | 9  | 32 | 42 | 28 |
| 9  | First Vienna FC       | 28 | 9  | 7  | 12 | 30 | 31 | 25 |
| 10 | Wiener Sportklub      | 28 | 10 | 5  | 13 | 27 | 43 | 25 |
| 11 | SC Eisenstadt         | 28 | 9  | 6  | 13 | 29 | 30 | 24 |
| 12 | Linzer ASK            | 28 | 8  | 8  | 12 | 37 | 39 | 24 |
| 13 | Admira Wacker         | 28 | 6  | 12 | 10 | 31 | 39 | 24 |
| 14 | 1. Simmeringer SC     | 28 | 8  | 6  | 14 | 23 | 48 | 22 |
| 15 | SK Bischofshofen      | 28 | 1  | 6  | 21 | 22 | 64 | 8  |

## Verdetti
- FC Wacker Innsbruck Campione d'Austria 1971-72.
- Austria Vienna e VOEST Linz ammesse alla Coppa UEFA 1972-1973.
- 1. Simmeringer SC e SK Bischofshofen retrocesse.